# Перепись населения Латвии (1920)
Перепись населения Латвии (1920) — первая всеобщая перепись населения Латвийской Республики проведена 14 июня 1920 года. Согласно переписи, в стране проживало 1 596 131 человек, из них 1 161 404 человек (72,76 %) были латышами. Отдельное внимание было уделено качеству и точности данных. Данные переписи отдельно не публиковались.
| Национальность | Человек   | %     |
| -------------- | --------- | ----- |
| Латыши         | 1 161 404 | 72.76 |
| Русские        | 124 746   | 7.82  |
| Евреи          | 79 644    | 4.99  |
| Белорусы       | 75 630    | 4.74  |
| Немцы          | 58 113    | 3.64  |
| Поляки         | 54 567    | 3.42  |
| Литовцы        | 25 588    | 1.60  |
| Эстонцы        | 8769      | 0.55  |
| Украинцы       | 1040      | 0.07  |
| Цыгане         | 1023      | 0.06  |
| Шведы          | 313       | 0.02  |
| Датчане        | 236       | 0.01  |
| Французы       | 160       | 0.01  |
| Британцы       | 151       | 0.01  |
| Финны          | 131       | 0.01  |
| Татары         | 115       | 0.01  |
| Чехи и словаки | менее 100 | 0.00  |
| Греки          | менее 100 | 0.00  |
| Неизвестно     | 3829      | 0.24  |
| Всего          | 1 596 131 | 100   |

## Национальный состав
По переписи 1920 года в Латвии большую часть населения составляли латыши (72,76 %). Крупнейшим национальным меньшинством были русские (7,82 %). Другими крупными национальными меньшинствами, которые исторически проживали на латвийских землях, были евреи (4,99 %), белорусы (4,74 %), немцы (3,64 %), поляки (3,42 %), литовцы (1,60 %).

## Анализ результатов переписи
События периода Первой мировой войны и Русской революции и активной фазы Гражданской войны, в которой активное участие принимали латыши нанес огромный урон населению Латвии. По сравнению с переписью периода Российской империи, на 10 февраля 1897, страна потеряла 900 000 человек или 40 % всего населения. Однако, в период 1920-25 годов, около 250 000 военнопленных, беженцев и репрессированных смогли вернуться в Латвию и население возросло до 1,84 миллиона человек. Соответственно в процессе этих событий росла и удельная доля латышей в населении Латвии, с 68 % в Российской империи в 1880 до 72,8 % в 1920 и 80,8 % в 1939 году.

## Последующие переписи
В последующие годы в первой Латвийской Республике переписи проводились каждые 5 лет:
- Перепись населения Латвии (1925)
- Перепись населения Латвии (1930)
- Перепись населения Латвии (1935)